# Артур Якубець
Артур Якубець (пол. Artur Jakubiec; нар. 3 грудня 1973, Вадовиці) — польський шахіст і шаховий тренер (Developmental Instructor 2014), гросмейстер від 2002 року.

## Шахова кар'єра
Дворазовий чемпіон Польщі серед юніорів: 1988 року (Вроцлав, у категорії до 15 років) та 1991 року (Ліманова, до 18 років). На перетині 1988/1989 років посів у Сальтшебадені 4-те місце на чемпіонаті Європи серед юніорів до 16 років, а в 1991 році посів 9-те місце на чемпіонаті світу до 18 років у Гуарапуаві в Бразилії. 1993 року дебютував у чемпіонаті Польщі. У наступних роках кілька разів брав участь у фіналах цих змагань, найкращого результату досягнувши 2004 року у Варшаві, де посів 6-те місце. 1995 року поділив 3-тє місце на турнірі за швейцарською системою в Літомишлі. Рік по тому переміг на відкритому турнірі в Добчице і поділив 1-2-ге місце в Лазне-Богданечі й переміг у Кракові (турнір Краковія 1996/97). 1997 року на регулярному міжнародному турнірі в Кечкеметі поділив 2-4-те місце. 2003 року посів 2-ге місце (позаду Ханнеса Стефанссона) в Орхусі. 2005 року поділив 2-ге місце в Остраві і 4-5 місце на Меморіалі Рубінштейна (турнір open) у Поляниці-Здруй. 2006 року на регулярному турнірі open в Кошаліні поділив 2-4-те місце. На перетині 2006/2007 років переміг на відкритому турнірі Cracovia А в Кракові, а наступному подібному змаганні (Cracovia 2007/08) був другим (позаду Даріуша Шона). 2013 року поділив 1-ше місце (разом з Даріушем Мікрутом) на Міжнародному чемпіонаті Польщі.
Найвищий рейтинг Ело в кар'єрі мав станом на 1 липня 2004 року, досягнувши 2565 очок займав тоді 6-те місце серед польських шахістів.

## Особисте життя
Починаючи з 2008 року перебуває в шлюбі з польською шахісткою Едитою Якубець.

## Зміни рейтингу
| На цьому місці має відображатися графік чи діаграма, однак з технічних причин його відображення наразі вимкнено. Будь ласка, не видаляйте код, який викликає це повідомлення. Розробники вже працюють для того, щоби відновити штатне функціонування цього графіка або діаграми. | |
| | На цьому місці має відображатися графік чи діаграма, однак з технічних причин його відображення наразі вимкнено. Будь ласка, не видаляйте код, який викликає це повідомлення. Розробники вже працюють для того, щоби відновити штатне функціонування цього графіка або діаграми. |